# Gino Cervi

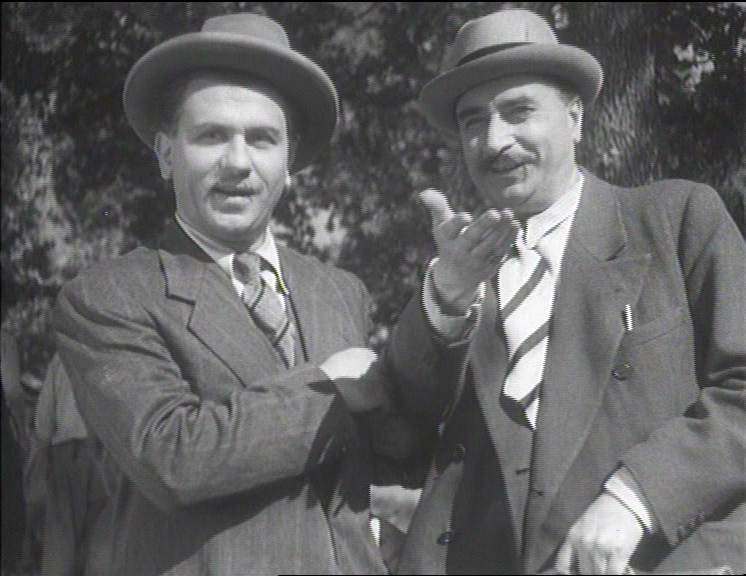
Gino Cervi y Oreste Bilancia en la película de 1942 4 passi fra le nuvole, de Alessandro Blasetti.

Gino Cervi (Luigi Cervi, Bolonia, 3 de mayo de 1901 - Punta Ala, 3 de enero de 1974) fue un actor y comediante italiano. 

## Biografía
Era hijo del crítico literario Antonio Cervi.
Gino Cervi se casó en 1928 con la actriz Ninì Gordini (Angela Rosa Gordini, 1907 - 1978), con la que tendría a su hijo Tonino Cervi (1929 - 2000), que sería productor y director de cine.

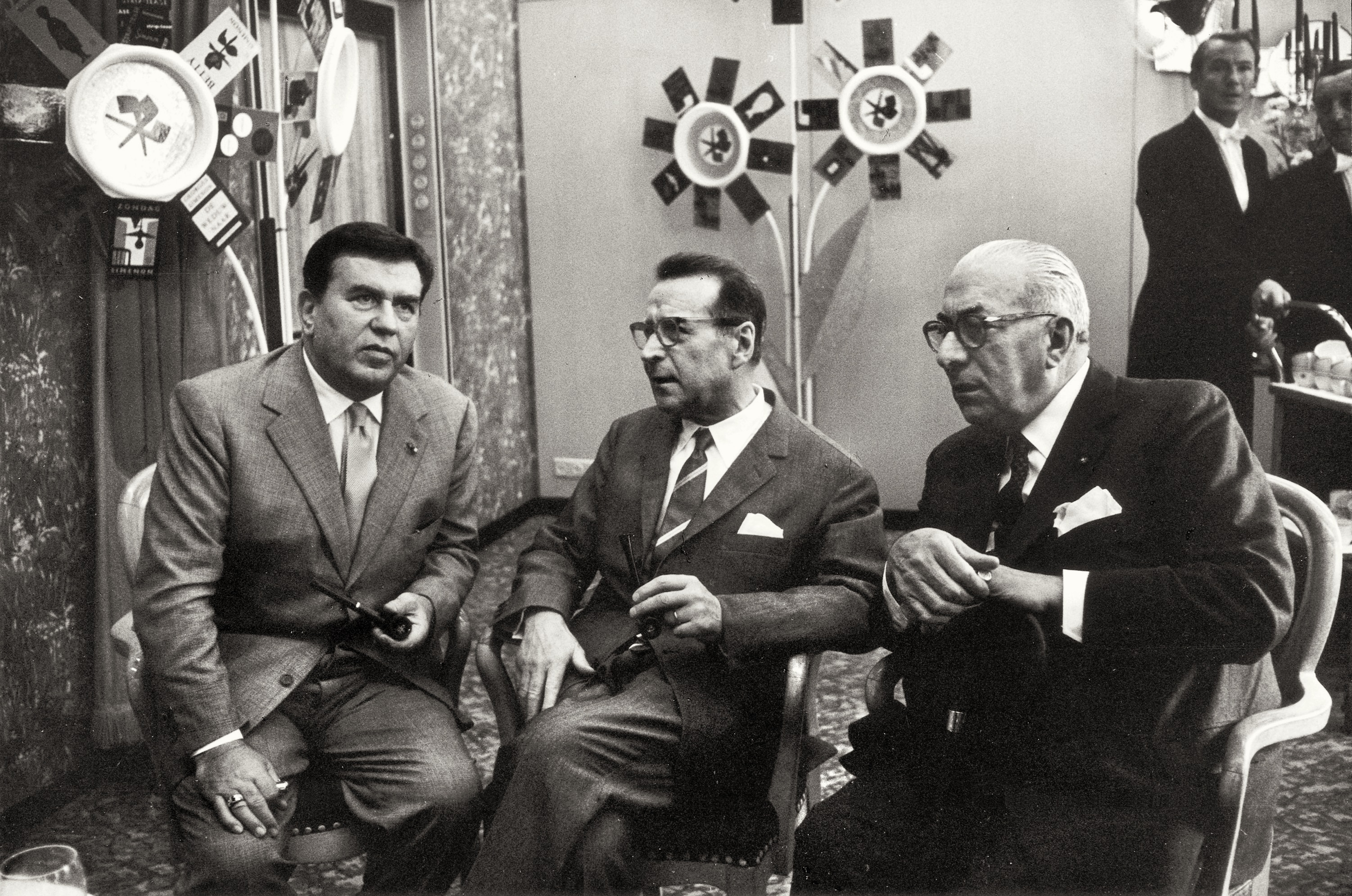
Gino Cervi, Georges Simenon, Arnoldo Mondadori

Gino Cervi hizo doblaje de películas estadounidenses. Dobló a estos actores:
- Laurence Olivier ("Enrique V", "Hamlet" y "Ricardo III").
- Orson Welles (en sus películas shakespearianas).
- Clark Gable en "Sucedió una noche", de Frank Capra (1934).
- James Mason en "Pandora y el holandés errante", de Albert Lewin (1950).
- James Stewart en "El invisible Harvey", de Henry Koster (1950).

Se dice que fue él quien prestó la voz a Jack Oakie como Benzino Napaloni en el doblaje italiano de la película de Chaplin El gran dictador.
Actor cosmopolita, Cervi trabajó por toda Europa (particularmente en Francia, en España y en Inglaterra), sin descuidar el teatro, donde hizo de Cyrano de Bergerac en la representación de 1956 dirigida por Raymond Rouleau.
Se encargó del personaje principal de "El Cardenal Lambertini", obra de 1905 de Alfredo Testoni (1856 - 1931) en torno al cardenal que después sería Benedicto XIV, en la versión cinematográfica de 1954 dirigida por Giorgio Pàstina (1905 - 1956), y después en una adaptación para televisión.
Hizo también de Becket en una creación de Jean Anouilh: "Becket ou l'honneur de Dieu" (1959). Había interpretado, por otra parte, "Los Padres terribles", de Jean Cocteau, en 1945.
Es conocido por el gran público sobre todo por su papel de Peppone, el alcalde comunista de Brescello: el adversario de Fernandel, éste en el papel de Don Camilo. Las cinco películas de Don Camilo donde compartieron estrellato, con una gran complicidad, fueron realizadas a lo largo de un período de 15 años.
Al final de su carrera, encarnó al Comisario Maigret durante seis años para la televisión italiana, que transmitiría la serie desde 1964 hasta 1972. En esa producción coincide con Andreína Pagnani, que haría célebre el personaje de la esposa del comisario. La serie dará lugar a una película para la gran pantalla: "Maigret a Pigalle", de Mario Landi (1967), producida por el hijo de Gino: Antonio Cervi. Se tomó como base la novela del escritor belga Georges Simenon "Maigret au Picratt's", que había publicado en Italia Arnoldo Mondadori como "Maigret al night-club". Falleció el 3 de enero de 1974 víctima de un edema pulmonar.

## Filmografía

### Actor cinematográfico
- L'armata azzurra, de Gennaro Righelli (1932).
- Frontiere, de Mario Carafoli y Cesare Meano (1934).
- Aldebaran, de Alessandro Blasetti (1935).
- Amore, de Carlo Ludovico Bragaglia (1936).
- I due sergenti, de Enrico Guazzoni (1936).
- Gli uomini non sono ingrati, de Guido Brignone (1937).
- Voglio vivere con Letizia, de Camillo Mastrocinque (1937).
- Ettore Fieramosca, de Alessandro Blasetti (1938).
- I figli del marchese Lucera, de Amleto Palermi (1938).
- Inventiamo l'amore, de Camillo Mastrocinque (1938).
- L'argine, de Corrado D'Errico (1938).
- Un'avventura di Salvator Rosa, de Alessandro Blasetti (1939).
- Una romantica avventura, de Mario Camerini (1940).
- La peccatrice, de Amleto Palermi (1940).
- Melodie eterne, de Carmine Gallone (1940).
- La corona di ferro, de Alessandro Blasetti (1941).
- I promessi sposi, de Mario Camerini (1941).
- Il sogno di tutti, de Oreste Biancoli y László Kish (1941).
- Acque di primavera, de Nunzio Malasomma (1942).
- Don Cesare di Bazan, de Riccardo Freda (1942).
- Gente dell'aria, de Esodo Pratelli (1942).
- L'ultimo addio, de Ferruccio Cerio (1942).
- La regina di Navarra, de Carmine Gallone (1942).
- Quattro passi fra le nuvole, de Alessandro Blasetti (1942).
- Che distinta famiglia!, de Mario Bonnard (1943).
- Tristi amori, de Carmine Gallone (1943).
- L'angelo bianco, de Giulio Antamoro, Federico Sinibaldi y Ettore Giannini (1943).
- La locandiera, de Luigi Chiarini (1943).
- Quarta pagina, de Nicola Manzari (1943).
- T'amerò sempre, de Mario Camerini (1943).
- Quartetto pazzo, de Guido Salvini (1944).
- Vivere ancora, de Nino Giannini e Leo Longanesi (1944).
- Lo sbaglio di essere vivo, de Carlo Ludovico Bragaglia (1945).
- Le miserie del signor Travet, de Mario Soldati (1946).
- Aquila nera, de Riccardo Freda (1946).
- Cronaca nera, de Giorgio Bianchi (1946).
- Umanità, de Jack Salvatori (1946).
- L'angelo e il diavolo, de Mario Camerini (1946).
- Malia, de Giuseppe Amato (1946).
- Un uomo ritorna, de Max Neufeld (1946).
- Furia, de Goffredo Alessandrini (1947).
- Daniele Cortis, de Mario Soldati (1947).
- Los miserables (I miserabili), de Riccardo Freda (1948).
- Anna Karenina, de Julien Duvivier (1948).
- Guillermo Tell (Guglielmo Tell), de Giorgio Pastina (1948).
- Fabiola, de Alessandro Blasetti (1949).
- Donne senza nome, de Géza von Radványi (1949).
- La fiamma che non si spegne, de Vittorio Cottafavi (1949).
- La sposa non può attendere, de Gianni Franciolini (1949).
- Yvonne la nuit, de Giuseppe Amato (1949).
- Il Cristo proibito, de Curzio Malaparte (1950).
- Il caimano del Piave, de Giorgio Bianchi (1950).
- Il sigillo rosso, de Flavio Calzavara (1950).
- La scogliera del peccato, de Roberto Bianchi Montero (1950).
- Cameriera bella presenza offresi..., de Giorgio Pastina (1951).
- O.K. Nerone, regia di Mario Soldati (1951).
- Buongiorno, elefante!, de Gianni Franciolini (1952).
- Don Camilo o El pequeño mundo de Don Camilo (Don Camillo o Le petit monde de Don Camillo), de Julien Duvivier (1952).
- La regina di Saba, de Pietro Francisci (1952).
- Moglie per una notte, de Mario Camerini (1952).
- La signora senza camelie, de Michelangelo Antonioni (1952).
- Tre storie proibite, de Augusto Genina (1952)
- Los tres mosqueteros, de André Hunebelle (1952).
- La cavallina storna, de Giulio Morelli (1953).
- La vuelta de Don Camilo o El regreso de Don Camilo (Il ritorno di Don Camillo o Le retour de Don Camillo ), de Julien Duvivier (1953).
- Maddalena, de Augusto Genina (1953).
- La dama de las camelias, de Raymond Bernard (1953).
- Stazione Termini, de Vittorio De Sica (1953).
- Versalles (Si Versailles m'était conté), de Sacha Guitry (1954).
- Addio, mia bella signora!, de Fernando Cerchio (1954).
- Una donna libera, de Vittorio Cottafavi (1954).
- Il Cardinale Lambertini, de Giorgio Pastina (1954).
- La grande avventura, de Mario Pisu (1954).
- Il coraggio, de Domenico Paolella (1955).
- Gli innamorati, de Mauro Bolognini (1955).
- Don Camilo y el honorable Peppone, La revancha de Don Camilo o La gresca de don Camilo (Don Camillo e l'Onorevole Peppone), de Carmine Gallone (1955).
- Frou-Frou, de Augusto Genina (1955).
- Non c'è amore più grande, de Giorgio Bianchi (1955).
- Beatrice Cenci o Le château des amants maudits, de Riccardo Freda (1956).
- Gli amanti del deserto, de Fernando Cerchio y Gianni Vernuccio (1956).
- Guardia, guardia scelta, brigadiere e maresciallo, de Mauro Bolognini (1956).
- Moglie e buoi, de Leonardo De Mitri (1956).
- Agguato a Tangeri, de Riccardo Freda (1957).
- Amore e chiacchiere, de Alessandro Blasetti (1957).
- L'accusa del passato, de Lionello De Felice (1957).
- Le belle dell'aria, de Mario Costa (1957).
- La maja desnuda, de Henry Koster y Mario Russo (1958).
- Nel segno di Roma, de Guido Brignone (1958).
- Sin familia (Sans famille), de André Michel (1958).
- Brevi amori a Palma di Majorca, de Giorgio Bianchi (1959).
- Geheimaktion schwarze Kapelle, de Ralph Habib (1959).
- Le grand chef, de Henri Verneuil (1959).
- Femmine di lusso, de Giorgio Bianchi (1960).
- Il mistero dei tre continenti, de William Dieterle (1960).
- La lunga notte del '43, de Florestano Vancini (1960).
- L'assedio di Siracusa, de Pietro Francisci (1960).
- La rivolta degli schiavi, de Nunzio Malasomma (1960).
- Le olimpiadi dei mariti, de Giorgio Bianchi (1960).
- Gli attendenti, de Giorgio Bianchi (1961).
- Don Camilo monseñor o Don Camilo monseñor pero no tanto (Don Camillo monsignore ma non troppo), de Carmine Gallone (1961).
- Quelle joie de vivre!, de René Clément (1961).
- Il delitto non paga (Le crime ne paie pas), de Gérard Oury (1961).
- Un figlio d'oggi, de Domenico Graziano y Marino Girolami (1961).
- Anni ruggenti, de Luigi Zampa (1962).
- Dieci italiani per un tedesco, de Filippo Walter Ratti (1962).
- Il giorno più corto, de Sergio Corbucci (1962).
- La monaca di Monza, de Carmine Gallone (1962).
- La smania addosso, de Marcello Andrei (1962).
- Avventura al motel, de Renato Polselli (1963).
- Le bon roi Dagobert, de Pierre Chevalier (1963).
- Gli onorevoli, de Sergio Corbucci (1963).
- Il cambio della guardia, de Giorgio Bianchi (1963).
- Becket, de Peter Glenville (1964).
- E la donna creò l'uomo, de Camillo Mastrocinque (1964).
- Un'ombra su Maigret, de Mario Landi (1964).
- El camarada Don Camilo o Don Camilo en Rusia (Il compagno Don Camillo), de Luigi Comencini (1965).
- Gli altri, gli altri e noi, de Maurizio Arena (1967).
- Maigret a Pigalle, de Mario Landi (1967).
- Il latitante, de Daniele D'Anza (1967).
- Fratello ladro, de Pino Tosini (1972).
- I racconti romani di una ex novizia, de Pino Tosini (1972).
- Uccidere in silenzio, de Giuseppe Rolando (1972).